# Jiuyuan (köping i Kina)
Jiuyuan (kinesiska: 韭园, 韭园镇) är en köping i Kina. Den ligger i provinsen Henan, i den centrala delen av landet, omkring 97 kilometer sydost om provinshuvudstaden Zhengzhou. Antalet invånare är 42 796. Befolkningen består av 21 312 kvinnor och 21 484 män. Barn under 15 år utgör 21,0 %, vuxna 15-64 år 68 %, och äldre över 65 år 9,0 %.
Genomsnittlig årsnederbörd är 737 millimeter. Den regnigaste månaden är juli, med i genomsnitt 173 mm nederbörd, och den torraste är januari, med 3 mm nederbörd.